# 포피 (아레초현)
포피 (Poppi)는 이탈리아 토스카나주 아레초도에 위치한 코무네 (지자체)로, 피렌체에서 쪽으로 약 40 km 그리고 아레초에서 북쪽 약 30 km 거리에 있다.
포피는 비비에나, 카스텔포코냐노, 카스텔산니콜로, 키우시델라베르나, 오르티냐노라졸로, 프라토베키오스티아 등의 지자체와 경계를 맞대고 있다. 이탈리아의 가장 아름다운 마을로 선정된 곳 중 하나이다.

## 주요 관광지

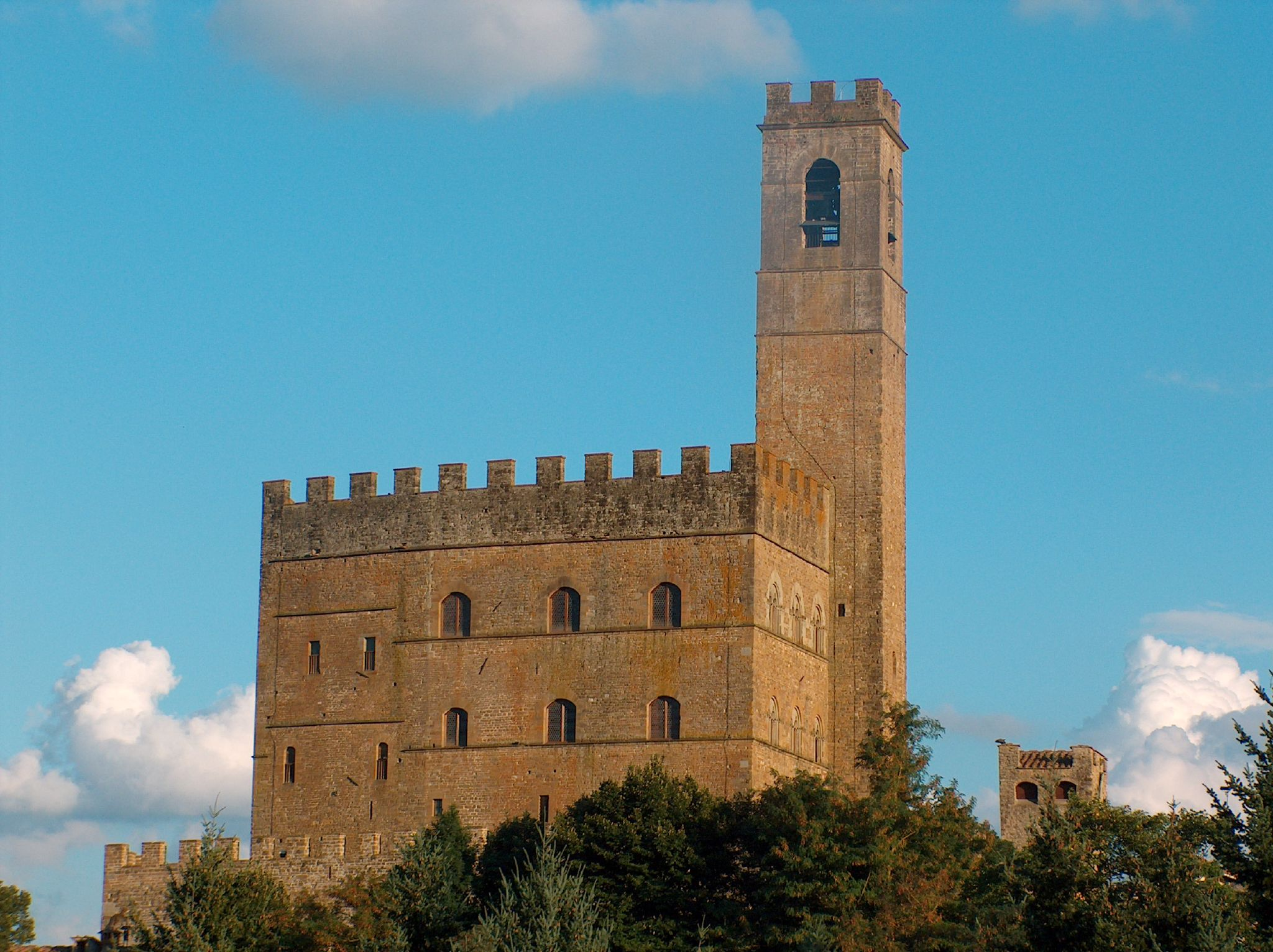
포피성

- 포피성 또는 구이디 백작성 (Castello dei Conti Guidi) - 1191년에 지어진 카센티노 지역의 주요 건축물로, 구이디 백작들이 소유했었다. 아르놀포 디 캄비오가 추가한 건축물이 존재하며 안뜰, 외부 계단, 프레스코가 있는 예배당, 희귀한 필사본, 인큐나불라 등을 소장한 도서관 등을 갖추고 있다.[3]
- 카말돌리의 은둔처 - 카말돌리회의 본.
- 마돈나 델 모르보 성소 - 도시 중심부에 위치한 성소로, 필리피노 리피가 그린 성모화를 소장하고 있다.
- 매년 6월 29일 구시가지에서 축제가 열리며, 이때 마돈나 델 모르보 교회에서 성 마르코와 로렌초 교회로 성모화를 옮기즌 대규모 행렬이 있고 일주일간 진행된다.
- 카를로 시에모니 수목원 - 바디아 프라탈리아 (Badia Prataglia)에 위치한 오래된 공작의 저택이자 수목원으로, 10세기까지 거슬러 올라가는 산타 마리아 아순타 교회 역시도 존재한다.
- 크루델리 궁전 (Palazzo Crudeli) - 가톨릭교회에서 이단으로 선포된 톰마소 크루델리가 태어난 곳이다. 그는 피렌체에 있던 잉글랜드 이민이 1732년에 창립한 초대 이탈리아의 프리메이슨 집회에 속했다. 그는 고문과 감금 끝에 그가 태어난 장소에서 사망했다.
- 크루델리 사건 및 인권 박물관.

## 자매 도시
- 스페인 팔라폴스 (1990년 이래)
- 프랑스 악스레테름 (2008년 이래)